# Tennessee Walker

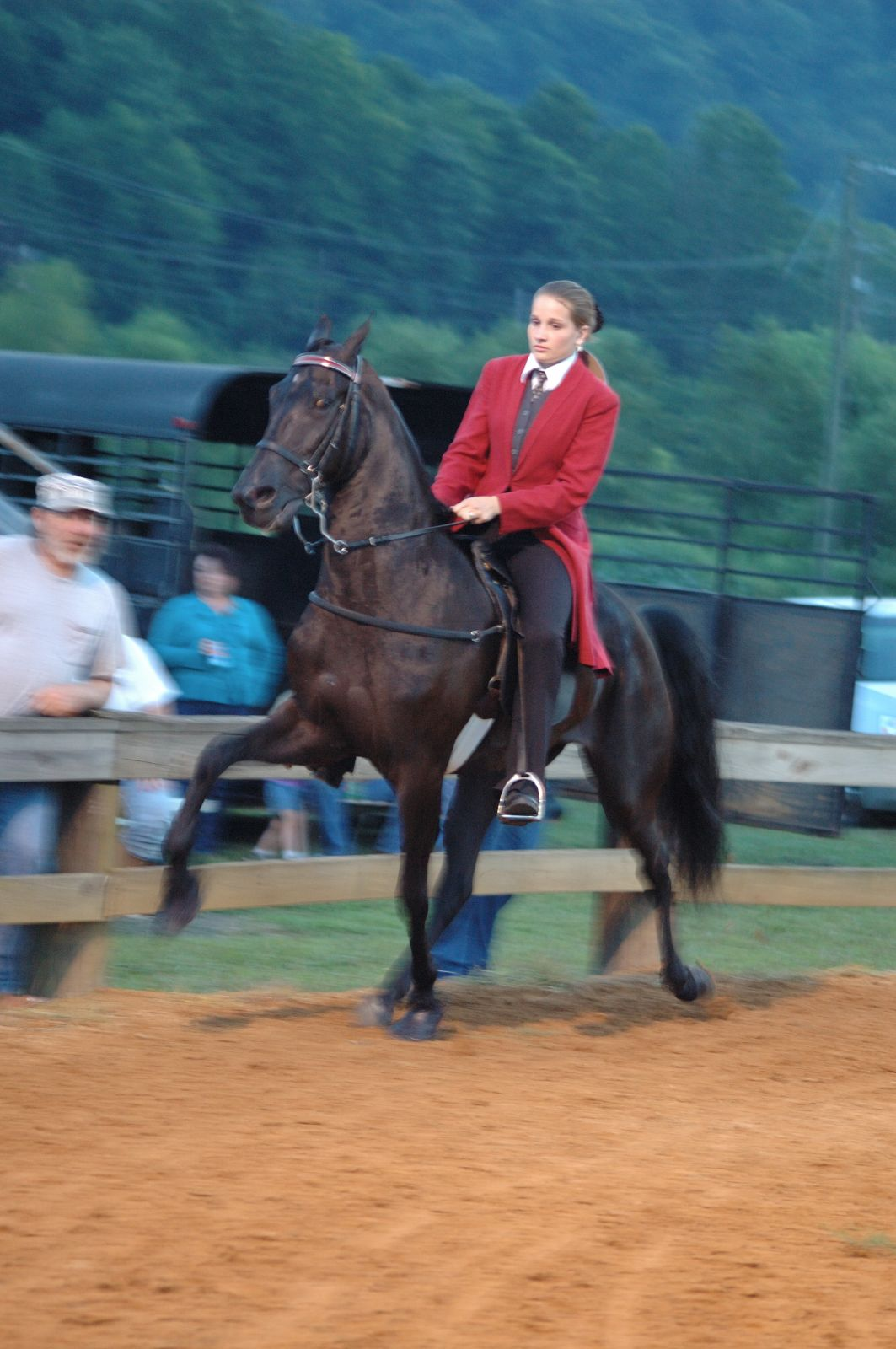

Tennessee walker (tennessee walking horse) – rasa konia pochodzącą z południa Stanów Zjednoczonych, gdzie jej przedstawiciele byli używani przez właścicieli plantacji do objeżdżania terenów. Konie tej rasy znane są szczególnie z unikatowego, czterotaktowego, bardzo wygodnego do jazdy chodu zwanego walk. Występuje on w 2 wersjach. Wolniejszy flat walk o prędkości od 7–10 km/h oraz szybszy running walk, w którym koń osiąga prędkość około 15 km/h. Poza tym poruszają się zwyczajnym stępem i galopem. Chętnie wykorzystuje się je do jazdy w terenie, do której świetnie się nadają dzięki miękkiemu chodowi, wytrwałości i łagodnemu charakterowi. Można je również spotkać w konkurencjach western i zaprzęgach. Dla tych koni rozgrywane są specjalne zawody organizowane w wielu państwach świata, szczególnie w USA, gdzie znajduje się ich największa liczba. Można je spotkać także w Polsce. Dzięki unikatowym chodom nadają się do jazdy dla osób z problemami kręgosłupa, kobietami w ciąży czy takich, które nie mogą jeździć kłusem.
Związek hodowców i miłośników tych koni (TWHBEA) jako jedyny na świecie prowadzący księgi hodowlane znajduje się w Lewisburgu w stanie Tennessee w USA.
- wysokość w kłębie: od 147 do 173 cm,
- waga: od 410 do 540 kg,
- umaszczenie: wszystkie maści dopuszczalne, nie występuje maść tarantowata,
- wygląd zewnętrzny: krótka budowa, prosta głowa ze spiczastymi uszami, mocne kończyny, piękny łeb i szyja, ścięty zad, suche kończyny,
- charakter: łagodny, opanowany koń rodzinny, doskonały dla każdego jeźdźca niezależnie od wieku i umiejętności.

Tennesee walker występuje w takich grach jak Star Stable Online oraz Red Dead Redemption 2 i Red Dead Online.